# Oedaleonotus truncatus
Oedaleonotus truncatus är en insektsart som beskrevs av Rehn, J.A.G. 1907. Oedaleonotus truncatus ingår i släktet Oedaleonotus och familjen gräshoppor. Inga underarter finns listade i Catalogue of Life.